# Loop, Rendsburg-Eckernförde
Loop là một đô thị thuộc quận Rendsburg-Eckernförde, bang Schleswig-Holstein.